# طواف بولندا 2008
طواف بولندا 2008 هو سباق دراجات هوائية أقيم في بولندا بتاريخ 14 إلى 20 سبتمبر، تكون السباق من 7 مراحل، استغرق السباق 26 ساعة 27 دقيقة 07 ثانية. فاز به الألماني ينس فويجت.

## الترتيب
| م                     | الدرّاج    | البلد   | الزمن                     |
| --------------------- | --------- | ------- | ------------------------- |
| الفائز بالترتيب العام | ينس فويجت | ألمانيا | 26 ساعة 27 دقيقة 07 ثانية |
| التسلق                | ينس فويجت | ألمانيا | -                         |